# João Chedid
João Chedid OMM, auch Jean Chedid, (* 18. Februar 1914 in Kherbet-Kanafar, Libanon; † 31. Juli 1991) war ein libanesischer Geistlicher und der erste maronitische Bischof von  São Paulo in Brasilien.

## Leben
Chedid wurde am 20. Dezember 1941 zum Ordenspriester des Mariamitischen Maroniten-Ordens der seligen Jungfrau Maria geweiht.
Am 21. April 1956 ernannte ihn Papst Pius XII. zum Weihbischof im Ordinariat für die byzantinischen Gläubigen in Brasilien und zum Titularbischof von Arca in Phoenicia dei Maroniti. Der Maronitische Patriarch von Antiochien und des ganzen Orients, Pierre-Paul Kardinal Méouchi, spendete ihm am 29. Juni 1956 die Bischofsweihe; Mitkonsekratoren waren Pietro Dib, Bischof von Kairo, und Anton Peter Khoraiche, Bischof von Sidon. Neben dem Weihbischofsamt war er von 1956 bis 1967 auch Patriarchalvikar.
Am 29. November 1971 wurde er zum Bischof von  São Paulo ernannt, in diesem Amt wurde ihm am 27. Februar 1988 der persönliche Titel eines Erzbischofs verliehen. Er war Konzilsvater während der zweiten Sitzungsperiode des Zweiten Vatikanischen Konzils. 1961 war er Mitkonsekrator von Nasrallah Boutros Sfeir, des späteren Maronitischen Patriarchen von Antiochien und des ganzen Orients.
Altersgemäß wurde er am 9. Juni 1990 durch Papst Johannes Paul II. emeritiert.